# Liz Mitchell

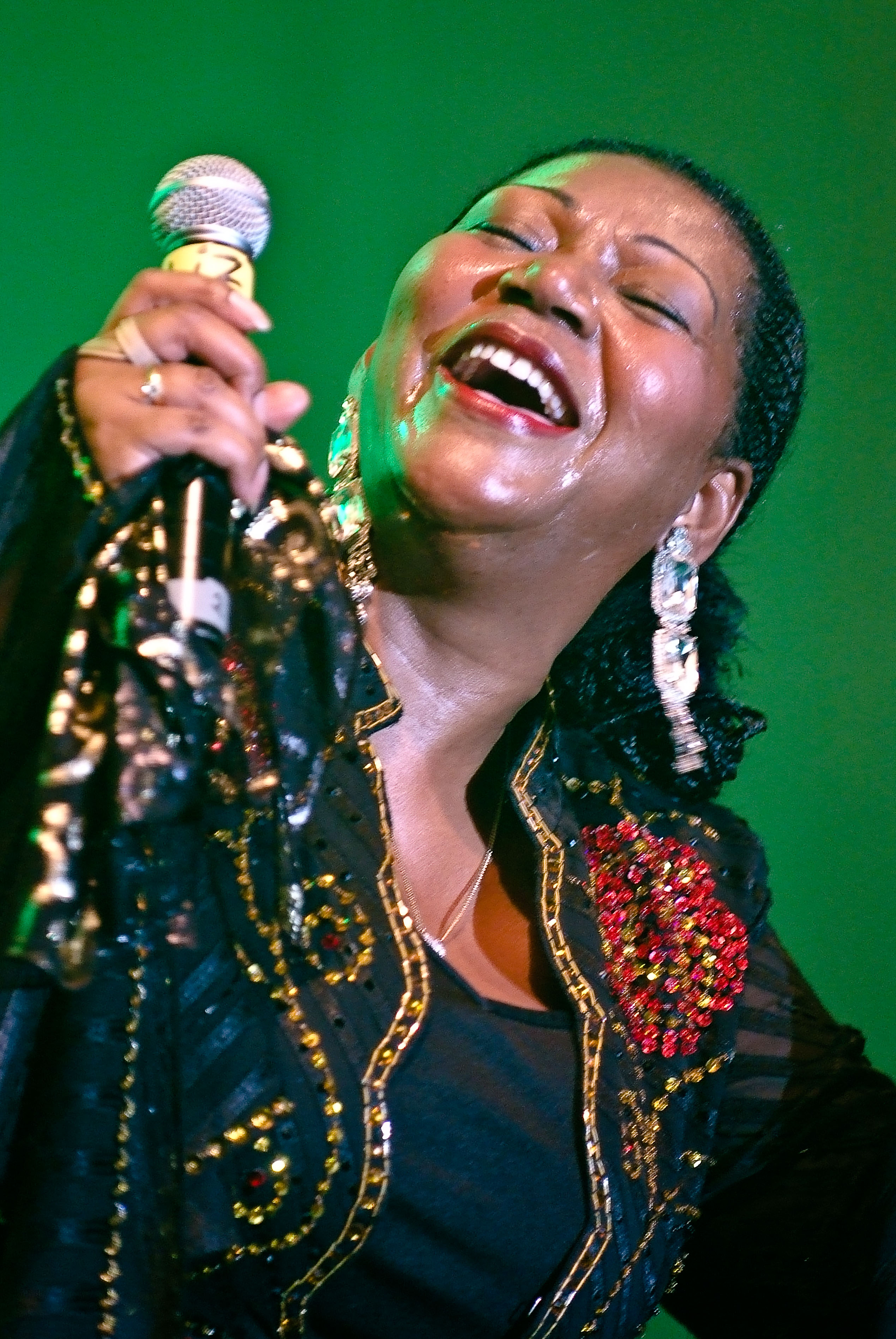
Liz Mitchell auf der Kieler Woche 2009

Elizabeth Rebecca „Liz“ Mitchell (* 12. Juli 1952 in Clarendon) ist eine jamaikanische Sängerin. Sie wurde vor allem als Leadsängerin der Band Boney M. bekannt.

## Leben
Liz Mitchell zog mit ihrer Familie im Alter von elf Jahren nach London. 1969 erhielt sie nach einem Vorsingen ein Engagement im Musical Hair. Im darauffolgenden Jahr übernahm sie in Berlin den Gesangspart von Donna Summer, die zuvor in München aufgetreten war. Dort lernte sie Malcolm Magaron kennen, mit dem sie über die nächsten Jahre eine Beziehung führte.

### Les Humphries Singers
Zwischen Dezember 1970 und Herbst 1972 war Mitchell Mitglied der Les Humphries Singers. Zusammen mit Malcolm Magaron verließ sie die Band; sie veröffentlichten danach unter den Namen Malcolm and Liz und Malcolm's Locks Tonträger, welche kommerziell jedoch erfolglos blieben.

### Boney M.
Mitchell hatte sich von Magaron getrennt und war nach Jamaika zurückgekehrt. Marcia Barrett, die bereits Mitglied der Band war, fragte bei Mitchell an, da Frank Farian noch auf der Suche nach einer weiteren Sängerin war. Nach einigen Studioaufnahmen beschloss Farian, nur die Stimmen von Mitchell und Barrett zu verwenden.

### Nach Boney M.
Nachdem Frank Farian sich anderen Projekten zugewendet und sich die Band 1986 eigentlich aufgelöst hatte, veröffentlichte Mitchell 1988 das Solo-Album No One Will Force You, welches jedoch zunächst nur in Spanien erschien. Im Jahr darauf erschien es auch in Frankreich und den Niederlanden, da das Interesse an der Band Boney M. durch ein erfolgreiches Remix-Album der alten Hits wieder gestiegen war. Zudem nahm sie mit Farian eine neue Boney-M.-Single auf.
Frank Farian gewährte Mitchell das Recht, den Namen „Boney M.“ zu benutzen. Diese tourt seither als Boney M. featuring Liz Mitchell. In wechselnden Formationen singt seit 2008 auch ihre Tochter Adero Pemberton mit.

## Soloalben
- No One Will Force You, 1988 (Spanien)/1989 (Frankreich, Benelux)/1993 (Dänemark)
- Share The World, 1999
- A Christmas Rose, 2000
- Let It Be, 2004
- … Sings The Hits Of Boney M, 2005
- My Life Is In Your Hands, 2006 (Mini-Album, EP)